# Фалькенштайн (Саксонія)
Фалькенштайн (нім. Falkenstein) — місто в Німеччині, розташоване в землі Саксонія. Входить до складу району Фогтланд. Центр об'єднання громад Фалькенштайн.
Площа — 31,05 км2. Населення становить 7888 ос. (станом на 31 грудня 2020).

## Галерея

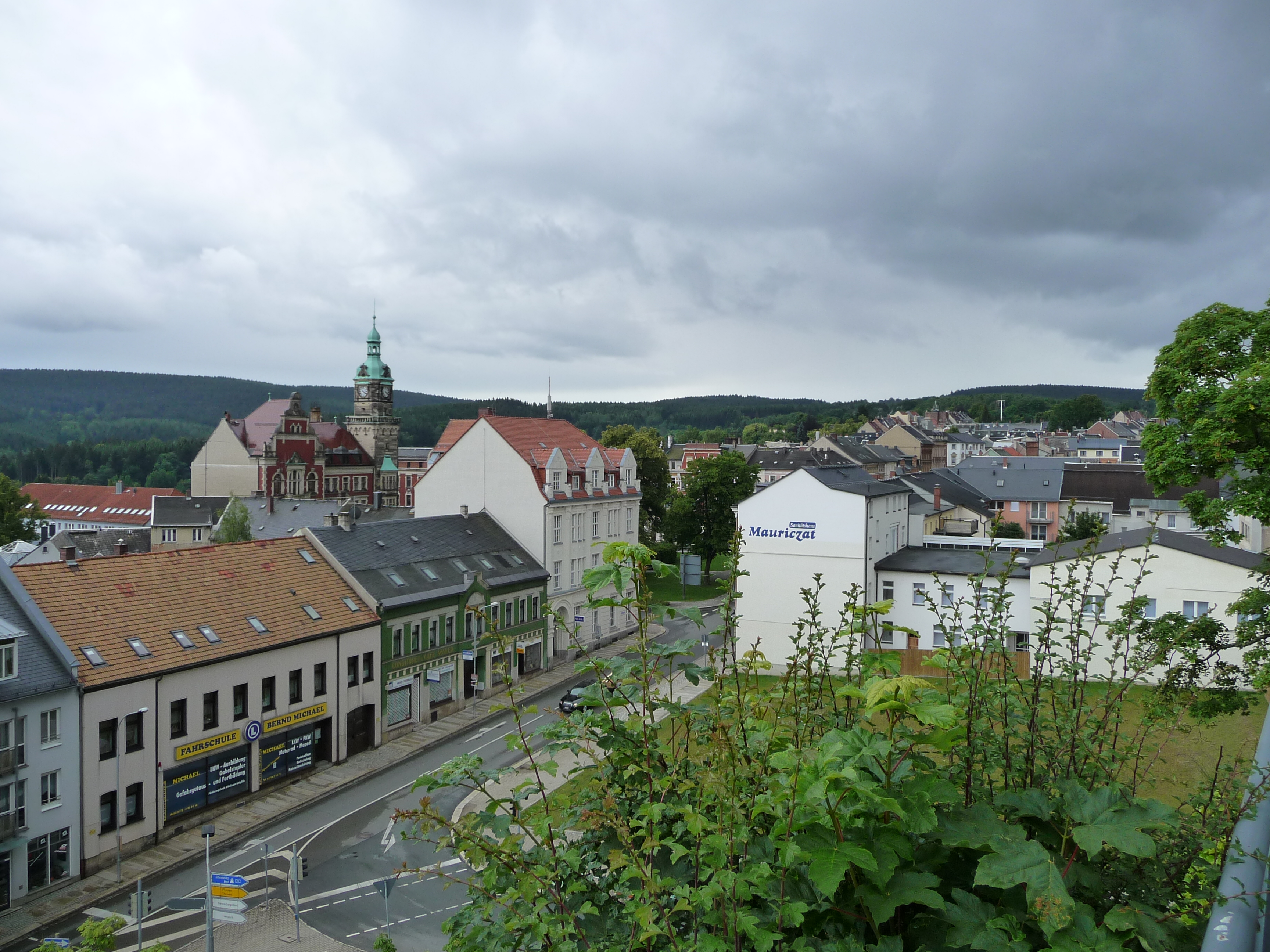
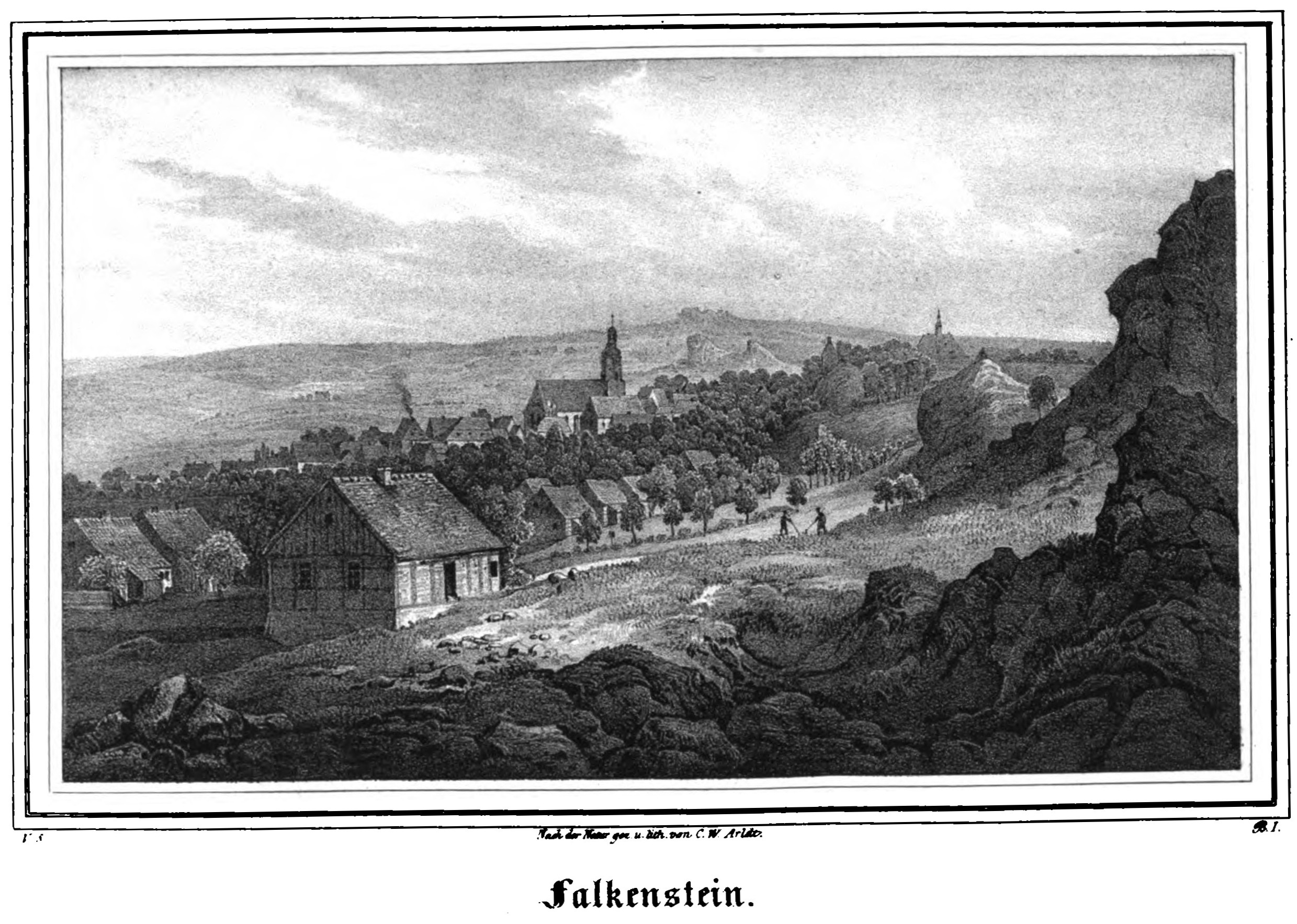
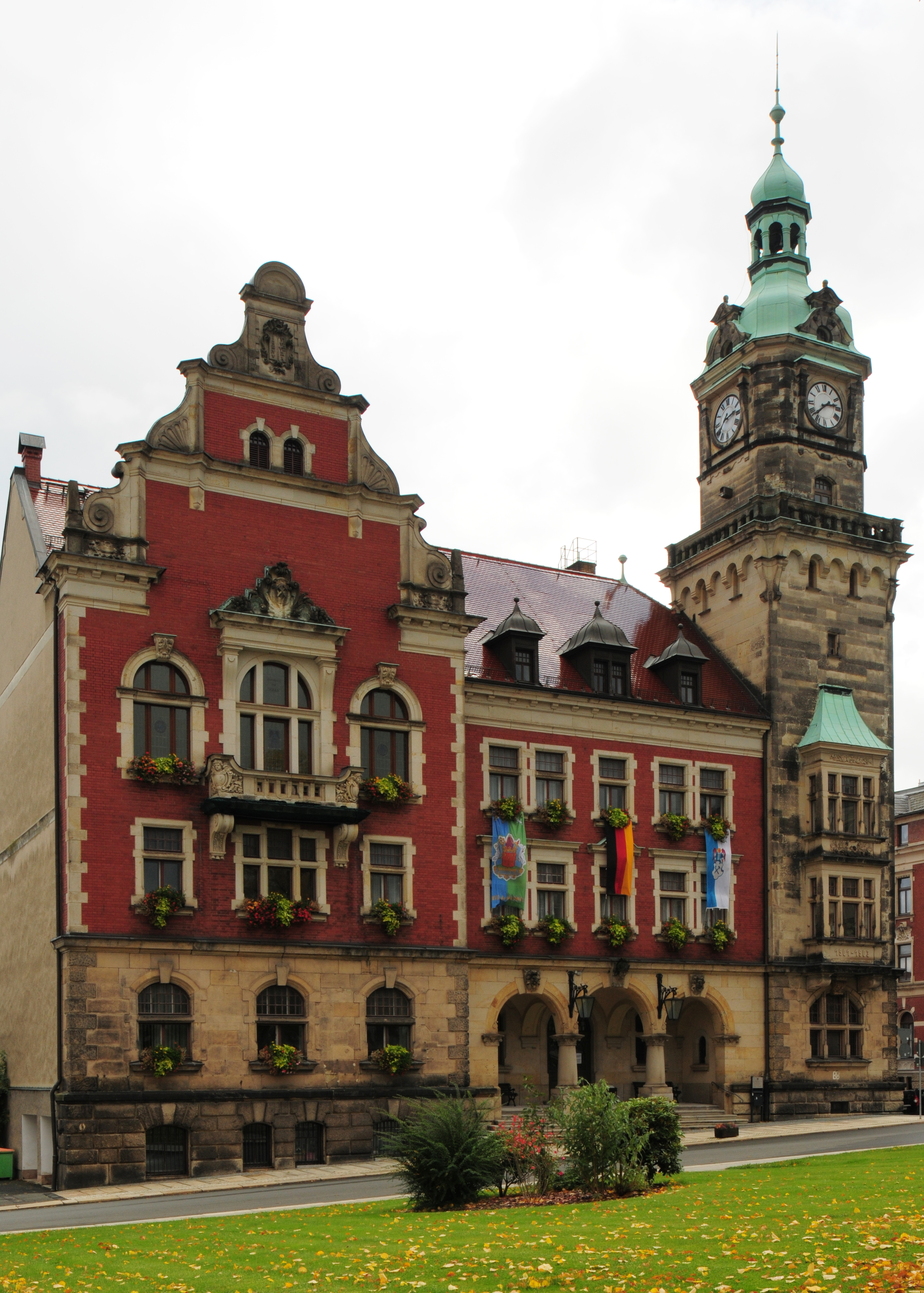
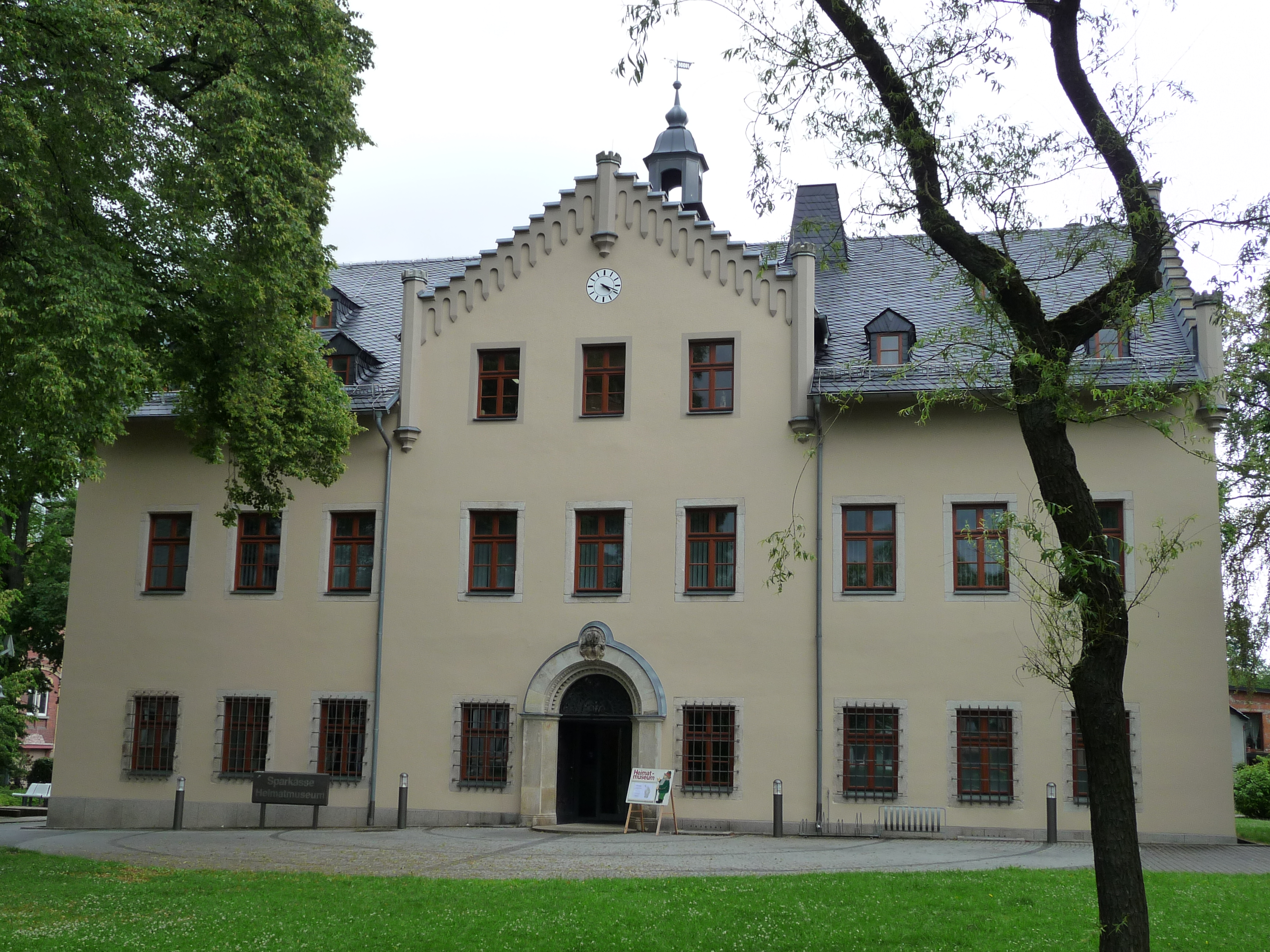
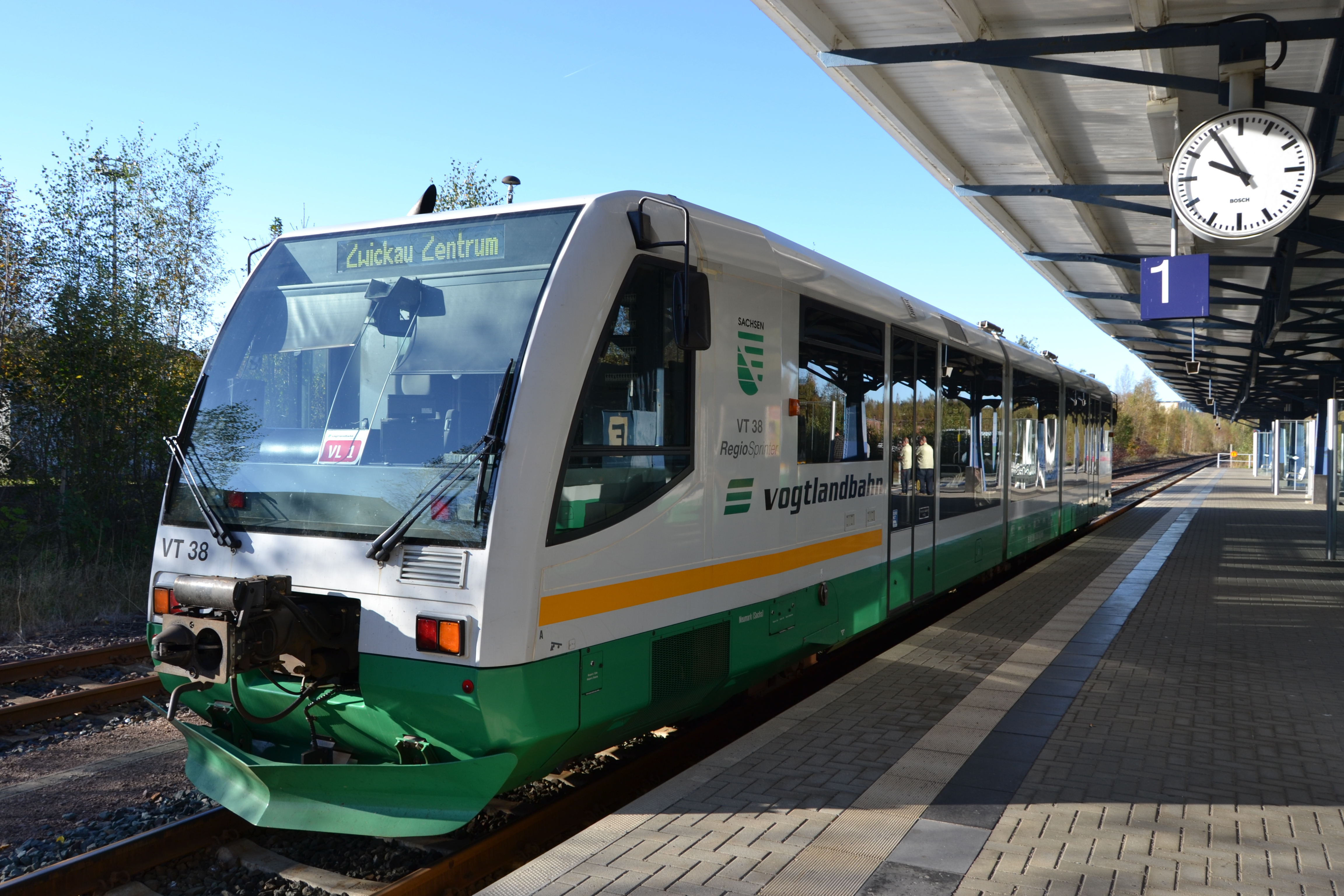
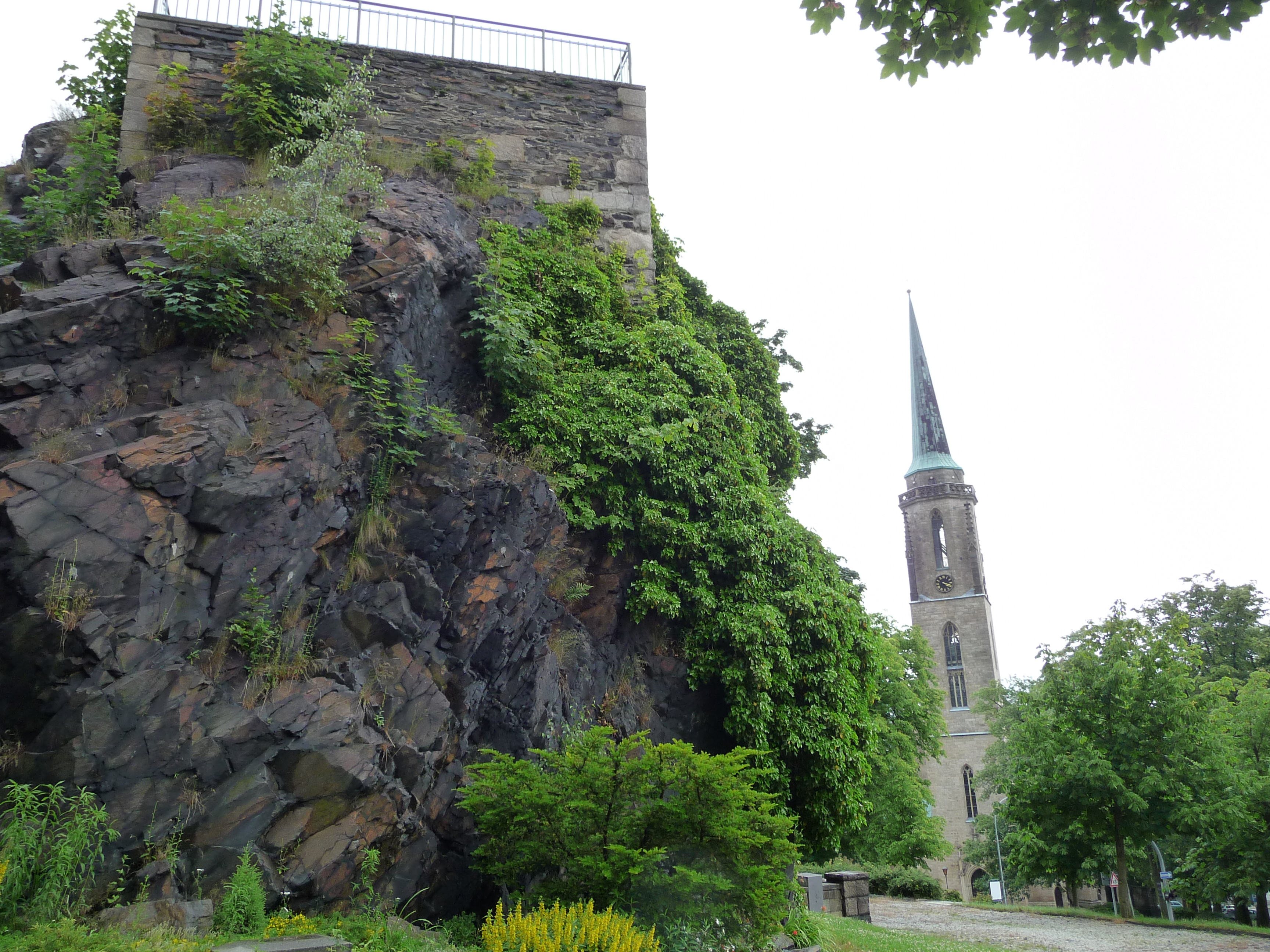